# انفصال نادر وسمين (فلم)
انفصال نادر وسمين والمعروف باختصار انفصال (بالفارسية: جدایی نادر از سیمین)، هو فيلم سينمائي إيراني 2011 من تأليف وإخراج أصغر فرهادي وبطولة ليلى حاتمي وبيمان المعادي وشهاب حسيني وساره بيات وسارينا فرهادي. یتحدث الفيلم عن معاناة عائلة من المجتمع الإيراني والمشاکل التی یفرضها الواقع المعیشي والاجتماعي علی تلك العائلة فی ظل الظروف التقلیدیة السائدة فی ایران. من خلال زوجة تطلب الطلاق حتى تستطيع السفر والعيش في ظروف أفضل خارج إيران في مقابل رفض زوجها وتبدأ المعاناة بين الزوجين، عندما يتهم الزوج بدفع الخادمة التي تعمل في بيته والتسبب بإجهاضها.
تلقى الفيلم مراجعات إيجابية هائلة من النقاد. على موقع الطماطم الفاسدة، الفيلم حصل على نسبة 99% مراجعات إيجابية بناءً على 143 مراجعة ومتوسط تقييم 10/9، كما حصل على تقييم 95 على ميتاكريتيك بناءً على 44 مراجعة. من بين 30 جائزة حصدها، حصل انفصال على جائزة الأوسكار لأفضل فيلم بلغة أجنبية في 2012، كما ترشح لجائزة الأوسكار لأفضل سيناريو أصلي.

## طاقم العمل
التمثيل
- ليلى حاتمي: سيمين
- بيمان معادي: نادر
- شهاب حسيني: حجت
- سارة بيات: راضيه
- سارينا فرهادى: ترمه
- على أصغر شهبازى: والد نادر
- شيرين يزدان بخش: والدة سيمين

## الجوائز
حصد الفيلم 30 جائزة من مهرجانات متعددة منها جائزة الأوسكار لأفضل فيلم بلغة أجنبية في 2012، بجانب جائزة الدب الذهبي لأفضل فيلم في مهرجان برلين السينمائي الدولي، ويعد أول فيلم إيراني يحصل على الجائزتين. بالإضافة إلى جوائز الأداء التمثيلى ففى مهرجان برلين ذاته، فكان من نصيب كل من البطل والبطلة وجائزة الدب الفضى. ولا يغافلنا جوائزه على صعيد المونتاج والتصوير وكذلك التأليف. في مهرجان أبوظبي السينمائي 2011، حصل على جائزة لجنة التحكيم الخاصة.

## وصلات خارجية
- الموقع الرسمي
- مقالات تستعمل روابط فنية بلا صلة مع ويكي بيانات
- انفصال نادر وسمين  على فيسبوك.

لا توجد روابط لمواقع التواصل الاجتماعي.